# Drosophila orphnopeza (artundergrupp)
Drosophila orphnopeza är en artundergrupp inom undersläktet Hawaiian Drosophila och artgruppen Drosophila grimshawi. Artundergruppen innehåller 17 arter.

## Arter
- Drosophila atrimentum (Hardy & Kaneshiro, 1971)
- Drosophila ciliaticrus (Hardy, 1965)
- Drosophila claytonae (Hardy & Kaneshiro, 1969)
- Drosophila engyochracea (Hardy, 1965)
- Drosophila limitata (Hardy & Kaneshiro, 1968)
- Drosophila mulli (Perreira & Kaneshiro, 1991)
- Drosophila murphyi (Hardy & Kaneshiro, 1969)
- Drosophila obatai (Hardy & Kaneshiro, 1972)
- Drosophila ochracea (Grimshaw, 1901)
- Drosophila orphnopeza (Hardy & Kaneshiro, 1968)
- Drosophila orthofascia (Hardy & Kaneshiro, 1968)
- Drosophila reynoldsiae (Hardy & Kaneshiro, 1972)
- Drosophila sejuncta (Hardy & Kaneshiro, 1968)
- Drosophila sobrina (Hardy & Kaneshiro, 1971)
- Drosophila sodomae (Hardy & Kaneshiro, 1968)
- Drosophila sproati (Hardy & Kaneshiro, 1968)
- Drosophila villosipedis (Hardy, 1965)